# العلاقات الجيبوتية النيكاراغوية
العلاقات الجيبوتية النيكاراغوية هي العلاقات الثنائية التي تجمع بين جيبوتي ونيكاراغوا.

## مقارنة بين البلدين
هذه مقارنة عامة ومرجعية للدولتين:
| وجه المقارنة                                              | جيبوتي                    | نيكاراغوا        |
| --------------------------------------------------------- | ------------------------- | ---------------- |
| المساحة (كم2)                                             | 23.20 ألف                 | 130.38 ألف       |
| عدد السكان (نسمة)                                         | 956.99 ألف                | 6.22 مليون       |
| الكثافة السكانية (ن./كم²)                                 | 41.25                     | 47.71            |
| العاصمة                                                   | جيبوتي                    | ماناغوا          |
| اللغة الرسمية                                             | لغة فرنسية، اللغة العربية | اللغة الإسبانية  |
| العملة                                                    | فرنك جيبوتي               | كوردبا نيكاراغوا |
| الناتج المحلي الإجمالي (بليون دولار)                      | 1.84 مليار                | 13.81 مليار      |
| الناتج المحلي الإجمالي (تعادل القوة الشرائية) بليون دولار | 3.10 مليار                | 31.63 مليار      |
| الناتج المحلي الإجمالي الاسمي للفرد دولار أمريكي          | 1.95 ألف                  | 2.09 ألف         |
| الناتج المحلي الإجمالي للفرد دولار أمريكي                 | 3.27 ألف                  | 4.92 ألف         |
| مؤشر التنمية البشرية                                      | 0.470                     | 0.631            |
| رمز المكالمات الدولي                                      | +253                      | +505             |
| رمز الإنترنت                                              | .dj                       | .ni              |
| المنطقة الزمنية                                           | ت ع م+03:00               | 00               |

## مدن متوأمة
في ما يلي قائمة باتفاقيات التوأمة بين مدن جيبوتية ونيكاراغوية:
- ترتبط جيبوتي مع غرناطة (نيكاراغوا) باتفاقية توأمة.

## منظمات دولية مشتركة
يشترك البلدان في عضوية مجموعة من المنظمات الدولية، منها:
| علم المنظمة | اسم المنظمة                        | تاريخ انضمام جيبوتي | تاريخ انضمام نيكاراغوا |
| ----------- | ---------------------------------- | ------------------- | ---------------------- |
|             | مؤسسة التنمية الدولية              | 1 أكتوبر 1980       | 30 ديسمبر 1960         |
|             | يونسكو                             | 31 أغسطس 1989       | 22 فبراير 1952         |
|             | وكالة ضمان الاستثمار متعدد الأطراف | 12 يناير 2007       | 12 يونيو 1992          |
|             | الأمم المتحدة                      | 20 سبتمبر 1977      | 24 أكتوبر 1945         |
|             | الاتحاد البريدي العالمي            | ?                   | ?                      |
|             | البنك الدولي للإنشاء والتعمير      | 1 أكتوبر 1980       | 14 مارس 1946           |
|             | الاتحاد الدولي للاتصالات           | 22 نوفمبر 1977      | 12 مايو 1926           |
|             | منظمة حظر الأسلحة الكيميائية       | ?                   | ?                      |
|             | مؤسسة التمويل الدولية              | 1 أكتوبر 1980       | 20 يوليو 1956          |
|             | منظمة التجارة العالمية             | ?                   | ?                      |
|             | منظمة الشرطة الجنائية الدولية      | ?                   | ?                      |

## وصلات خارجية
- موقع وزارة الخارجية النيكاراغوية